# Программа обучения и оснащения Грузии

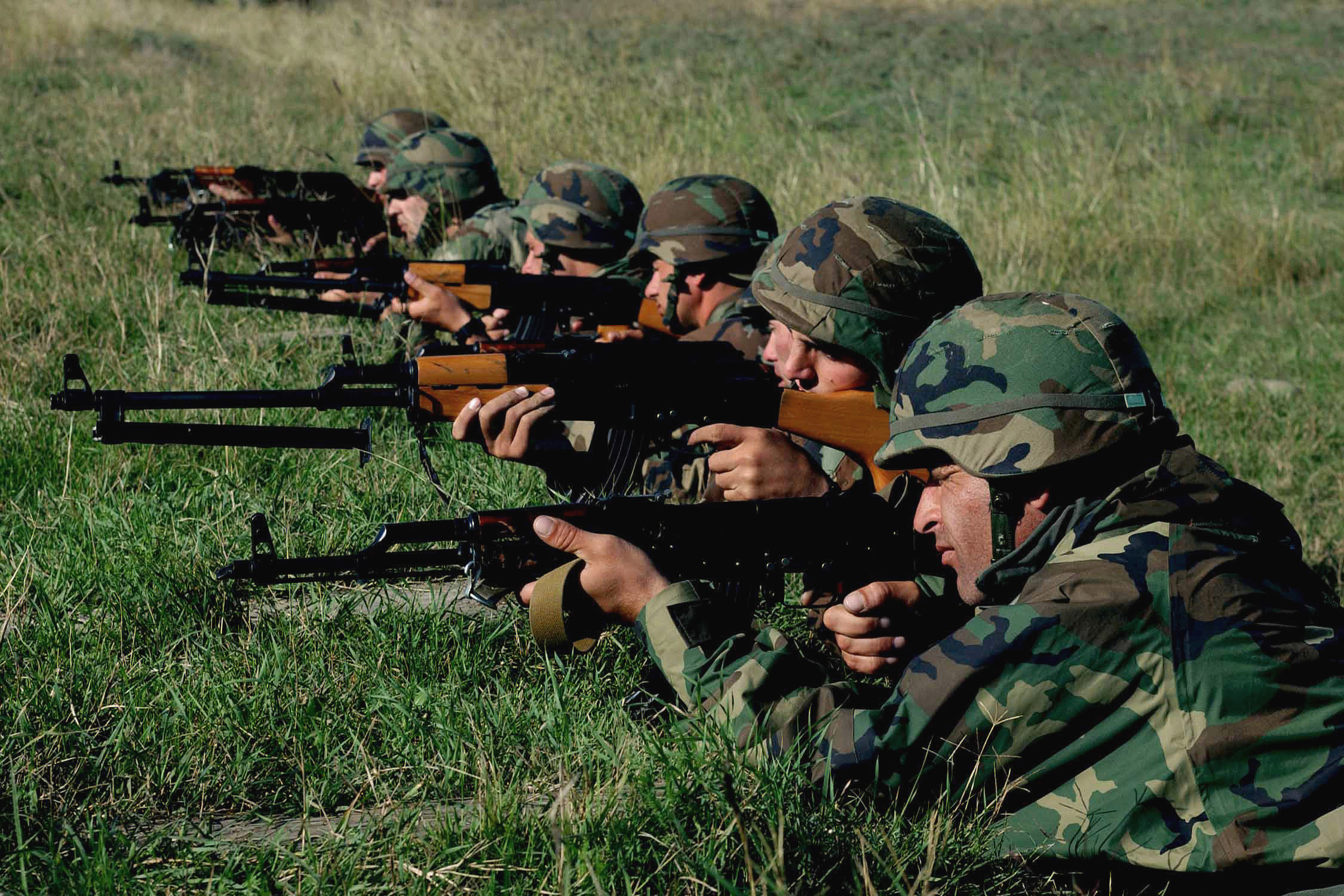
Учебные стрельбы грузинских военнослужащих в ходе программы GTEP (октябрь 2002 года)

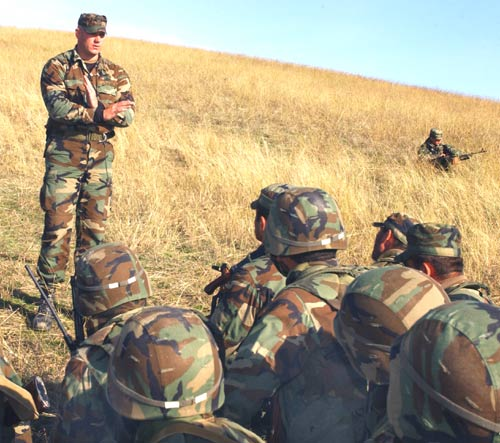
Военный инструктор США разговаривает с грузинскими солдатами

Програ́мма обуче́ния и оснаще́ния Гру́зии (англ. Georgia Train and Equip Program)— американская программа по вооружению и обучению вооружённых сил Грузии — часть операции «Несокрушимая свобода — Панкисское ущелье» (англ. Operation Enduring Freedom — Pankisi Gorge).
Изначально предполагалось, что обучение военнослужащих грузинской армии военными инструкторами из США начнётся 27 мая 2002 года и продлится 21 месяц. В результате выполнения программы должны были быть подготовлены 4 батальона грузинской армии и одно аэромобильное подразделение грузинских «коммандос» (подготовленное для перемещения на вертолётах).
30 апреля — 1 мая 2002 года в Тбилиси прибыла группа из 26 военных специалистов США, задачей которой было двухмесячное обучение офицеров министерства обороны и Генерального штаба вооруженных сил Грузии.
Программа обучения началась в мае 2002 года и была завершена спустя 18 месяцев, в 2004 году. Общая стоимость программы составляла 64 млн долларов США. Помимо США, в подготовке военнослужащих грузинской армии по программе «Georgia Train and Equip Program» участвовали британские офицеры.
В границах программы были подготовлены следующие подразделения:
- 112-й батальон «коммандос» (в настоящее время — 12-й пехотный батальон «коммандос»)
- 116-й Сачхерский горнострелковый батальон (в настоящее время — 23-й Сачхерский горно-стрелковый батальон)
- 111-й Телавский батальон легкой пехоты (в настоящее время — 11-й Телавский пехотный батальон)
- 113-й Шавнабадский батальон легкой пехоты (в настоящее время — 13-й Шавнабадский пехотный батальон)
- смешанная бронетанковая рота (10 Т-72Б1 и 10 БМП-1/2)
- «небольшие подразделения Министерства внутренних дел и пограничной охраны»[7]

Помимо обучения военнослужащих, программа предусматривала поставку Грузии лёгкого стрелкового оружия и средств связи.
Окончание программы не означало прекращение военной помощи Грузии со стороны США — военная подготовка военнослужащих грузинской армии при помощи со стороны США была продолжена.

## Публикации
- Vernon Loeb, Peter Slevin. U.S. Begins Anti-Terror Assistance In Georgia // «The Washington Post», 27 February 2002.
- Sharon LaFraniere. U.S. Military in Georgia Rankles Russia // «The Washington Post», 28 March 2002.